# Molophilus flavomarginalis
Molophilus flavomarginalis är en tvåvingeart som beskrevs av Alexander 1923. Molophilus flavomarginalis ingår i släktet Molophilus och familjen småharkrankar. Inga underarter finns listade i Catalogue of Life.